# Winston-Salem Entertainment-Sports Complex

Logo

Le Winston-Salem Entertainment-Sports Complex est un complexe sportif situé à Winston-Salem, en Caroline du Nord. Il se compose de six structures, dont cinq se trouvent dans la même zone le long du Deacon Boulevard. 
Le Lawrence Joel Veterans Memorial Coliseum (LJVM Coliseum) forme lui aussi un complexe qui inclut le LJVM Coliseum Annex et Education Building. Dixie Classic Fairgrounds est entrelacé avec le LJVM Complex. En face de l'arène se trouve le BB&T Field (Groves Stadium), un stade de football américain, et le Ernie Shore Field, un stade de baseball. Le Bowman Gray Stadium est un circuit et un terrain de football qui est considéré comme faisant partie du Winston-Salem Entertainment-Sports Complex, mais il ne se trouve pas dans le voisinage des autres structures. 
Un nouveau stade, le New Winston-Salem Ballpark, qui sera également dans le complexe, est en cours de construction pour remplacer le Ernie Shore Field dans le centre-ville à l'intersection de l'Interstate 40 Business et de la North Carolina Highway 150.

## Les installations
- Bowman Gray Stadium
- Lawrence Joel Veterans Memorial Coliseum
- LJVM Coliseum Annex
- Dixie Classic Fairgrounds
- Ernie Shore Field
- BB&T Field
- New Winston-Salem Ballpark (en construction)
- Winston-Salem Memorial Coliseum (démoli)